# Daniela Bognolo
Daniela Bognolo (Venezia, 9 marzo 1946) è una cestista italiana.

## Carriera
Di ruolo playmaker, esordisce in Serie A nel 1959 con la UCSI Venezia. Dal 1964 al 1966 gioca nella Treviso. Passa alla GEAS nel 1967. Con la Geas vince tre Campionati Italiani (1969-1970, 1970-1971, 1971-1972) e una Coppa Italia (1973). È stata più di 10 volte nella nazionale maggiore.